# Alfred Chilhaud-Dumaine
Alfred Dumaine ou Alfred Chilhaud-Dumaine est un diplomate français né à Paris le 25 décembre 1852, et mort dans la même ville le 6 février 1930.

## Biographie
Alfred Chilhaud-Dumaine est le fils Jean-Julien Chilhaud-Dumaine (1817-1894), imprimeur libraire à Paris, demeurant passage Dauphine, qui était originaire de Grand-Brassac, et de Pauline Léonie Lambert. Il a dirigé la maison d'édition militaire de J. Dumaine.
Il a été licencié en droit. Il est entré à l'École des chartes, promotion 1877 et a été reçu archiviste paléographe après avoir soutenu une thèse sur Savari de Mauléon, sénéchal de Poitou et de Gascogne.
En 1877, il a été attaché au service du contentieux du ministère des Affaires étrangères. Il est attaché d'ambassade à Constantinople, en 1878. Il est troisième secrétaire auprès du Saint-Siège, à Rome, en 1881. Il est commis principal dans le cabinet du ministre, en 1882, puis à la direction politique. En 1885, il est rédacteur à la direction des Affaires politiques. En 1887, il est nommé secrétaire de première classe à l'ambassade à Berlin. Il est secrétaire à la Conférence internationale ouvrière qui s'est tenue à Berlin en 1890. Il est secrétaire à l'ambassade à Bruxelles en 1892. En 1896, il est nommé ministre plénipotentiaire et sous-directeur du service du Contentieux. Il est directeur du Nord et de l'Extrême-Orient en 1899.
En 1904, il est ministre plénipotentiaire de première classe et chargé d'affaires à Munich. En 1907 il est nommé à Mexico et préside à la fin de 1908 la délégation française à la Commission internationale des Pyrénées. 
Vu ses états de service dans la carrière diplomatique, Raymond Poincaré le propose pour un poste important et le président de la République, Armand Fallières, le nomme, le 18 mai 1912, ambassadeur de la République française à Vienne. À ce poste, il a su améliorer les relations de la République française avec l'Empire austro-hongrois. Il est resté à ce poste jusqu'au début de la Première Guerre mondiale. Il est admis à la retraite le 28 décembre 1918.
Il a été membre de la Société historique et archéologique du Périgord de 1876 à 1887 inclus et réadmis en 1922. Il a présidé la Société d'histoire générale et d'histoire diplomatique en 1924.
Il a été marié à  Marcelle Haton de La Goupillière (1869-1955), fille du géologue Julien Haton de La Goupillière.

## Publications
- « Le comte Jacques de Lalaing, peintre et statuaire », dans Le Correspondant, Paris, 25 octobre 1920
- La dernière ambassade de France en Autriche. Notes et souvenirs, Librairie Plon, Paris, 1921 (lire en ligne)
- « Deux épisodes de l'histoire de Bavière (sur Louis Ier de Bavière et Lola Montès) », dans Revue hebdomadaire, 24 février 1923
- Choses d'Allemagne, Arthème Fayard et Cie, Paris, 1925
- Quelques oubliés de l'autre siècle, Librairie du Vélin d'or, Paris, 1931

## Décorations
- Chevalier de la Légion d'honneur, le 8 janvier 1888,
- Officier de la Légion d'honneur, le 14 juillet 1899,
- Commandeur de la Légion d'honneur, 20 janvier 1919[3].